# فيليب جي. إبستاين
فيليب جي. إبستاين (بالإنجليزية: Philip G. Epstein)‏ هو كاتب مسرحي وكاتب سيناريو أمريكي، ولد في 22 أغسطس 1909 في نيويورك في الولايات المتحدة، وتوفي في 7 فبراير 1952 في لوس أنجلوس في الولايات المتحدة بسبب سرطان.

## وصلات خارجية
- فيليب جي. إبستاين على موقع IMDb (الإنجليزية)
- فيليب جي. إبستاين على موقع ألو سيني (الفرنسية)
- فيليب جي. إبستاين على موقع ميوزك برينز (الإنجليزية)
- فيليب جي. إبستاين على موقع أول موفي (الإنجليزية)
- فيليب جي. إبستاين على موقع قاعدة بيانات برودواي على الإنترنت (الإنجليزية)
- فيليب جي. إبستاين على موقع قاعدة بيانات الأفلام السويدية (السويدية)
- فيليب جي. إبستاين على موقع قاعدة بيانات الفيلم (الإنجليزية)
- فيليب جي. إبستاين على موقع كينوبويسك (الروسية)